# 中條氏櫛角菊虎
中條氏櫛角菊虎（学名：Laemoglyptus chujoi）为菊虎科櫛角菊虎屬下的一个种。